# Igor' Rostislavovič Šafarevič
Igor' Rostislavovič Šafarevič (in russo Игорь Ростиславович Шафаревич?; Žytomyr, 3 giugno 1923 – Mosca, 19 febbraio 2017) è stato un matematico sovietico (russo dal 1992), fondatore della più importante scuola di teoria algebrica dei numeri e di geometria algebrica nell'ex Unione Sovietica.
L'influenza del suo lavoro nello sviluppo di queste aree di ricerca nella seconda metà del XX secolo è stata enorme. Oltre ai fondamentali risultati ottenuti insieme ai suoi collaboratori, Šafarevič creò quasi da solo una scuola russa nell'ambito della geometria algebrica e della teoria dei numeri. Nel 1959 ricevette il premio Lenin. L'anno prima era stato nominato membro corrispondente dell'Accademia delle scienze dell'URSS, della quale divenne membro effettivo nel 1991. È stato inoltre membro straniero dell'italiana Accademia dei lincei; della tedesca Accademia Cesarea Leopoldina; della statunitense National Academy of Sciences (dalla quale diede le dimissioni nel 2003 in protesta contro la guerra in Iraq); membro della Royal Society di Londra; dottore onorario dell'Università Paris XI - Paris-Sud. Šafarevič venne invitato come relatore al Congresso internazionale dei matematici di Stoccolma del 1962 e di Nizza del 1970.  
Il nome di Šafarevič è associato a fondamentali concetti matematici quali il gruppo di Tate-Šafarevič, la teoria di Ogg-Šafarevič, la mappa di Šafarevič, il teorema di Golod-Šafarevič, i gruppi e le algebre di Golod-Šafarevič, la formula di Deuring-Šafarevič e le congetture di Šafarevič. Šafarevič ha inoltre prodotto numerosi testi di geometria algebrica e teoria dei numeri in collaborazione con Zenon Ivanovič Borevič, tradotti in inglese e diffusi su scala internazionale. In particolare il suo testo Basic Notions of Algebra fornisce una visuale d'insieme dell'algebra, rivelando le sue connessioni con numerose altre aree della matematica. 
La prefazione della collezione di scritti Arithmetic and Geometry, pubblicata in due volumi nel 1983 da Birkhäuser Verlag a cura di Michael Artin e John Tate, afferma: "Igor' Rostislavovič Šafarevič ha prodotto rilevanti contributi nella teoria dei numeri, nell'algebra, e nella geometria algebrica. Lo sviluppo di tali campi di ricerca a Mosca a partire dalla fine della Seconda guerra mondiale deve molto alla sua influenza". 
Durante il regime sovietico è stato un dissidente, e dal 1970 un sostenitore del Comitato per i diritti umani (Komitet prav čeloveka), fondato da Andrej Sacharov, Andrei Tverdokhlebov e Valerij Čalidze. Ha condiviso il criticismo di Aleksandr Solženicyn, non solo nei confronti del governo sovietico e comunista, ma anche verso le idee liberali proposte per il futuro della Russia.

## Biografia
Igor' Rostislavovič Šafarevič nacque nella città ucraina di Žytomyr nel 1923. Suo padre, Rostislav Stepanovič, si era laureato presso il dipartimento di matematica dell'Università statale di Mosca (MGU) e, dopo essersi trasferito a Mosca, diede lezioni in meccanica teorica presso un istituto di istruzione superiore. Sua madre, Yulia Yakovlevna, era una filologa e una pianista di talento, da cui probabilmente il giovane Igor' acquisì la passione per la musica classica e la letteratura russa. 
Uno degli interessi principali di Šafarevič fu la storia, alla quale si affiancava quello per la matematica. Egli lesse i suoi primi libri di matematica in tedesco, lingua nella quale acquisì in giovane età un'ottima padronanza. 
Ancora studente delle superiori, egli iniziò a frequentare la MGU conseguendo la laurea nel 1940 all'età di 17 anni. Pur non avendo un relatore di tesi ufficiale, egli venne assistito da Boris Nikolaevič Delone. Altri docenti che ebbero un ruolo significativo in questa fase formativa furono Izrail' Moiseevič Gel'fand e Aleksandr Gennadievič Kuroš. Tre anni dopo, all'età di 20 anni, completò i propri studi alla MGU con una dissertazione sugli spazi topologici normali. Durante la Seconda guerra mondiale venne trasferito ad Aşgabat, poi a Kazan' in seguito all'evacuazione dell'università da Mosca. Ritornato a Mosca, discusse la sua seconda tesi di dottorato (equivalente dell'abilitazione). In questo lavoro egli studiò le p-estensioni del campo dei numeri p-adici e le p-estensioni non ramificate del campo dei numeri algebrici. La commissione giudicatrice comprendeva importanti matematici russi quali Dmitrij Konstantinovič Faddeev, Anatolij Ivanovič Mal'cev e Nikolaj Grigor'evič Čebotarëv. Ottenuto il titolo di Dottore in scienze Šafarevič divenne associato dell'Istituto di matematica Steklov dell'Accademia sovietica delle scienze. 
A partire dal 1944 egli iniziò l'insegnamento presso la MGU, nella quale a partire dagli anni sessanta promosse la creazione del seminario di geometria algebrica. Nel 1975 venne licenziato dall'università a causa della sua partecipazione al movimento dissidente contro il regime; il seminario venne però continuato presso l'Istituto Steklov. Šafarevič è considerato il principale artefice della trasformazione di tale centro in uno dei più significativi a livello mondiale relativamente alle aree di ricerca dell'algebra, della geometria algebrica e della teoria dei numeri. 

### Ricerca scientifica
Il contributo di Šafarevič alla matematica include la teoria dei gruppi di Tate-Šafarevič (solitamente chiamata "Sha" e individuata dalla lettera cirillica 'Ш', iniziale del suo cognome) nella coomologia di Galois e il teorema di Golod-Šafarevič. Condusse un seminario a Mosca sulla classificazione delle superfici algebriche che portò, intorno al 1960, a rilevanti aggiornamenti nella trattazione della geometria birazionale. A lui si deve l'introduzione dei metodi della teoria degli schemi per la geometria algebrica nella scuola sovietica.
Šafarevič è stato un allievo di Boris Delone; è stato molto apprezzato come docente di matematica e tra i suoi allievi si annoverano Evgenij Golod, Aleksej Ivanovič Kostrikin e Jurij Manin. A dispetto delle accuse di antisemitismo mosse nei suoi confronti, tra i suoi allievi vi furono degli ebrei e tra i suoi collaboratori, negli anni 1970, quando ebbe maggiori contrasti con le autorità sovietiche, vi fu il matematico ebreo russo Il'ja Pjateckij-Šapiro; con lui lavorò sulle superfici K3.

#### Teoria algebrica dei numeri
Nella sua dissertazione di abilitazione Šafarevič studiò le p-estensioni non abeliane dei campi globali e non globali. In particolare dimostrò che, data un'estensione k di campi di grado finito n del campo ℚp di numeri p-adici razionali che non contengano radici p-esime dell'unità, il gruppo di Galois della p-estensione finita di k è un quoziente di un gruppo libero con n+1 generatori. Per tale risultato Šafarevič venne premiato dalla Società matematica di Mosca. Nel suo lavoro successivo Šafarevič diede un importante contributo alla teoria dei numeri fornendo una formula esplicita del simbolo di Hilbert per potenze dispari di numeri primi per i campi locali generali. La formula è associata a quella dei residui dei differenziali su una superficie di Riemann. La teoria scaturita a partire da tale dissertazione produsse un nuovo approccio alla teoria globale e locale dei corpi di classe. Nel suo lavoro successivo, pubblicato nel 1954, Šafarevič risolve il problema di Galois inverso per gruppi risolvibili nel caso di campi di numeri algebrici. Un passaggio mancante nella dimostrazione di questo risultato, rilevato da H. Koch, era basato su un erroneo risultato di Alexander Ivanovič Skopin; esso venne risolto da Šafarevič nel 1989 e menzionato in una delle note contenute in Collected mathematical papers; in un articolo successivo viene corretto in maniera dettagliata il risultato di Skopin. La dimostrazione era basata sulla costruzione di p-estensioni di campi numerici algebrici ed utilizzava le metodologie, per l'epoca innovative, dell'algebra omologica sviluppate da Dmitry Konstantinovič Faddeev. 

## Attività politica
Stando alle dichiarazioni rilasciate intorno alla metà degli Anni Settanta, ebbe dei contrasti con il potere politico sovietico nei primi Anni Cinquanta, ma fu protetto da Ivan Petrovskij, l'allora rettore dell'Università di Mosca. Fece parte del movimento dissidente che si identificava con la tradizione cristiano-ortodossa in Russia e che prendeva il nome di tendenza romantico-nazionalista o slavofila.
La sua posizione critica verso il Partito Comunista si inquadra in una più ampia condanna del socialismo, come emerge anche dal suo libro Socialism (edizione francese del 1975), citato da Solženicyn in un suo intervento indirizzato alla Harvard University. Dal 1970 Šafarevič è stato, con Valerij Čalidze, Grigorij Podjapolskij e Andrej Tverdochlebov, un difensore dei diritti umani. Questo per il sistema sovietico era un affronto ed è stato espulso dall'Università di Mosca, così come il suo allievo A. N. Tyurin.
Šafarevič ha comunque continuato a sfidare il sistema accademico, così come citato dal suo collega Miles Reid, e ha accusato di plagio e di lavoro scadente un dottorando esponente del partito comunista, durante il suo esame finale. In qualità di accademico, si aspettava di essere ascoltato, ma è stato ignorato. 
In questo periodo ha scritto numerosi saggi sulla questione delle nazionalità nell'Unione sovietica, uno dei quali, Separatism or reconciliation? (titolo originale: Obosoblenie ili sbliženie?), venne inserito nella raccolta curata da Solženicyn, From Under the Rubble.

## Accuse di antisemitismo
Le accuse di antisemitismo gli sono state mosse dopo avere scritto Russophobia. Ciò ha portato ad una campagna pubblica senza precedenti per cercare di rimuovere Šafarevič dall'Accademia Nazionale Statunitense delle Scienze (US NAS). In una lettera aperta alla US NAS, egli ha negato il suo antisemitismo in Russophobia e più recentemente è tornato sull'argomento nel suo lavoro Three thousand year old mystery, concentrandosi sulla storia degli ebrei. Ha anche scritto sulla partecipazione degli ebrei nei movimenti rivoluzionari:
Безусловно, этот «всероссийский разгром» [во время Гражданской Войны] совершался не исключительно еврейскими руками, а коммунистической властью. Но это не снимает вопроса о том, почему же еврейские силы с таким азартом приняли участие в «разгроме».
Chiaramente, questa "distruzione russa" (durante la guerra civile russa) è stata attuata non solo attraverso gli sforzi degli ebrei, ma anche del governo comunista. Comunque, ciò non risolve il problema del perché gli ebrei fossero così desiderosi di partecipare a questa distruzione.
Šafarevič fa simili riferimenti su altri eventi storici, sia in Russia che all'estero, per esempio:
Конечно, коллективизацию осуществляла вся партия и особенно ее верхи: Сталин, Молотов и т.д. Но количество еврейских фамилий в этом процессе поражает.
Certamente, la collettivizzazione è stata organizzata dall'intero partito comunista, e in particolar modo dai suoi leader: Stalin, Molotov, ecc. Comunque, il numero degli ebrei coinvolti in questo processo è impressionante.
Espresse dubbi sull'innocenza di Menahem Beilis nell'assassinio di un ragazzo ucraino:
Но ведь труп убитого ребенка остался. Если его убил не Бейлис, то остается вопрос — кто?
Comunque, vi è il corpo di un ragazzo ucciso. Se non è stato Beilis, chi è stato?
Anche il suo punto di vista sull'Olocausto era controverso:
Такое выделение страданий, перенесённых именно евреями, как некоторого совершенно особого явления как-то задевает нравственное чувство.
Questa enfasi sulla particolare sofferenza degli ebrei rispetto ad altri eventi storici è qualcosa di contrario alla morale comune.
Šafarevič ha attaccato gli ebrei anche sulla Notte dei cristalli (Kristallnacht), paragonandola agli eventi accaduti negli attentati dell'11 settembre 2001:
Перелом произошел в связи с так называемой "хрустальной ночью". Поводом к ней послужило убийство в 1938 г. польским евреем Гриншпаном 3-го секретаря немецкого посольства в Париже фон Рата. Впрочем, это был не первый случай. Так, в 1936 г. глава нацистской иностранной организации в Швейцарии был убит Давидом Франкфуртером. Ситуация напоминала современную ситуацию в США после терактов 11 сентября 2001 г.: государство должно было найти ответ на террористический акт, направленный против его граждан. Гитлеровская Германия ответила организацией "Хрустальной ночи".
La rottura si è avuta con la Notte dei cristalli. La causa è stata l'uccisione di vom Rath nel 1938, il terzo segretario dell'ambasciata tedesca a Parigi, da parte dell'ebreo-polacco Grynszpan. In realtà, questo non era il primo caso del genere. Per esempio, nel 1936 il capo della sezione straniera del Partito Nazionalsocialista Tedesco dei Lavoratori in Svizzera è stato ucciso da David Frankfurter. La situazione ricorda quello che è successo negli Stati Uniti dopo gli attentati dell'11 settembre 2001: lo Stato ha dovuto rispondere a un atto terroristico contro i suoi cittadini. La Germania di Hitler aveva risposto con la Kristallnacht.